# Шпажник обыкновенный
Шпажник обыкновенный, или гладиолус обыкновенный (лат. Gladíolus commúnis) — многолетнее травянистое луковичное растение, вид рода Шпажник (Gladiolus) семейства Ирисовые.
Это многолетнее травянистое растение, которое достигает в высоту от 0,5 до 1 м. Образует клубни диаметром около 20 мм. Стебель неразветвлённый. Листья очередные, располагаются в два ряда на стебле, примерно от 10 до 70 сантиметров в длину и от 0,5 до 2,2 см шириной; края гладкие.
Соцветия содержат от 10 до 20 цветков. Цветочная трубка длиной около 10-12 мм. Цветы красновато-фиолетовые с белыми полосами посередине. Основной период цветения с июня по июль, частично оно начинается в мае и продолжается до октября.
Капсула плода имеет длину от 18 до 24 мм и содержит много семян. Широкое крылатое семя имеет диаметр от 4 до 6 мм.
Вид растёт в Средиземноморском регионе (в том числе Крым), Иране и Кавказе. Вид был распространённым декоративным растением до первой половины 19-го века, но затем его вытеснил садовый гладиолус (Gladiolus × hortulanus-гибриды).

## Галерея

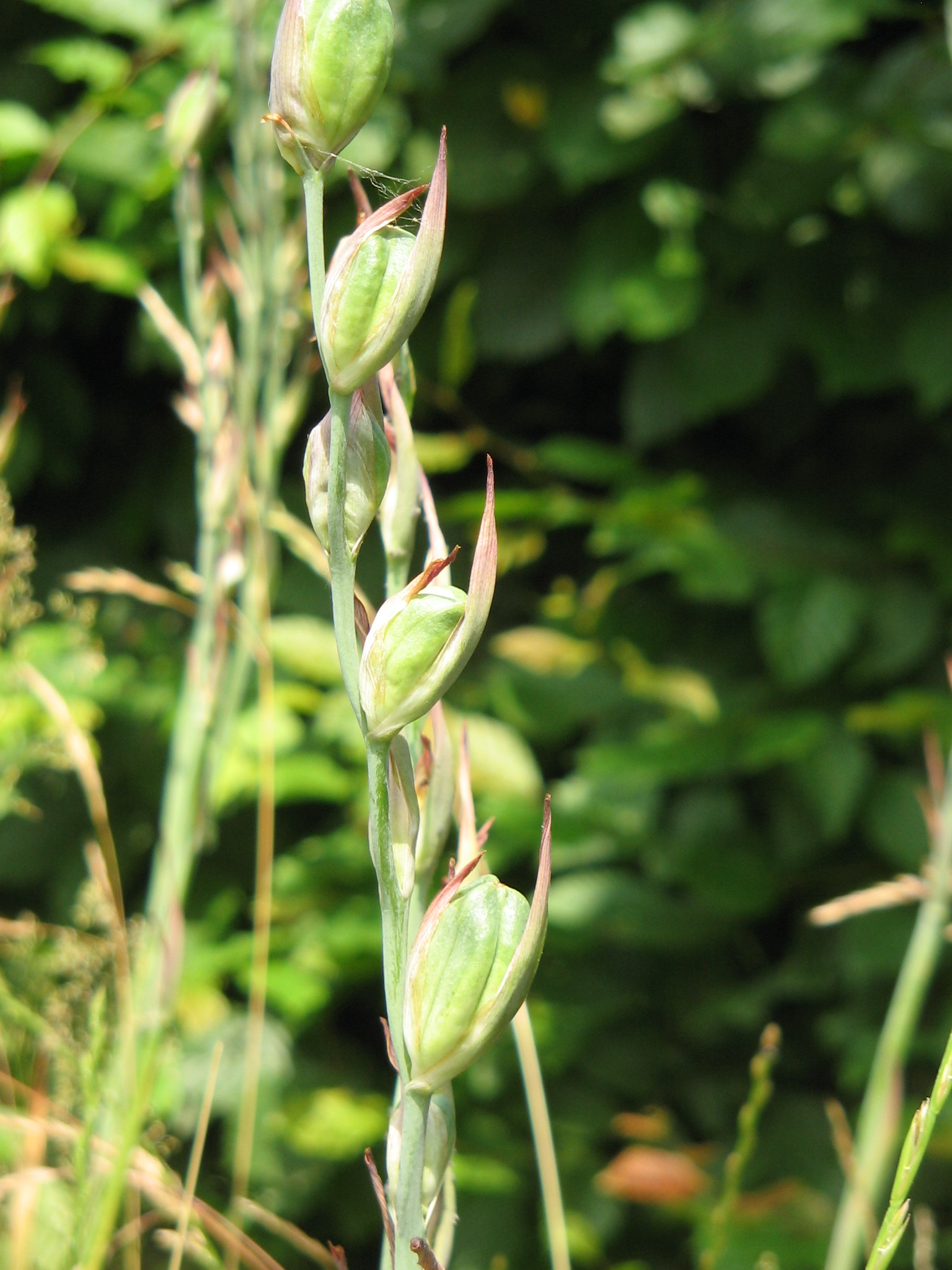
Плодовые капсулы
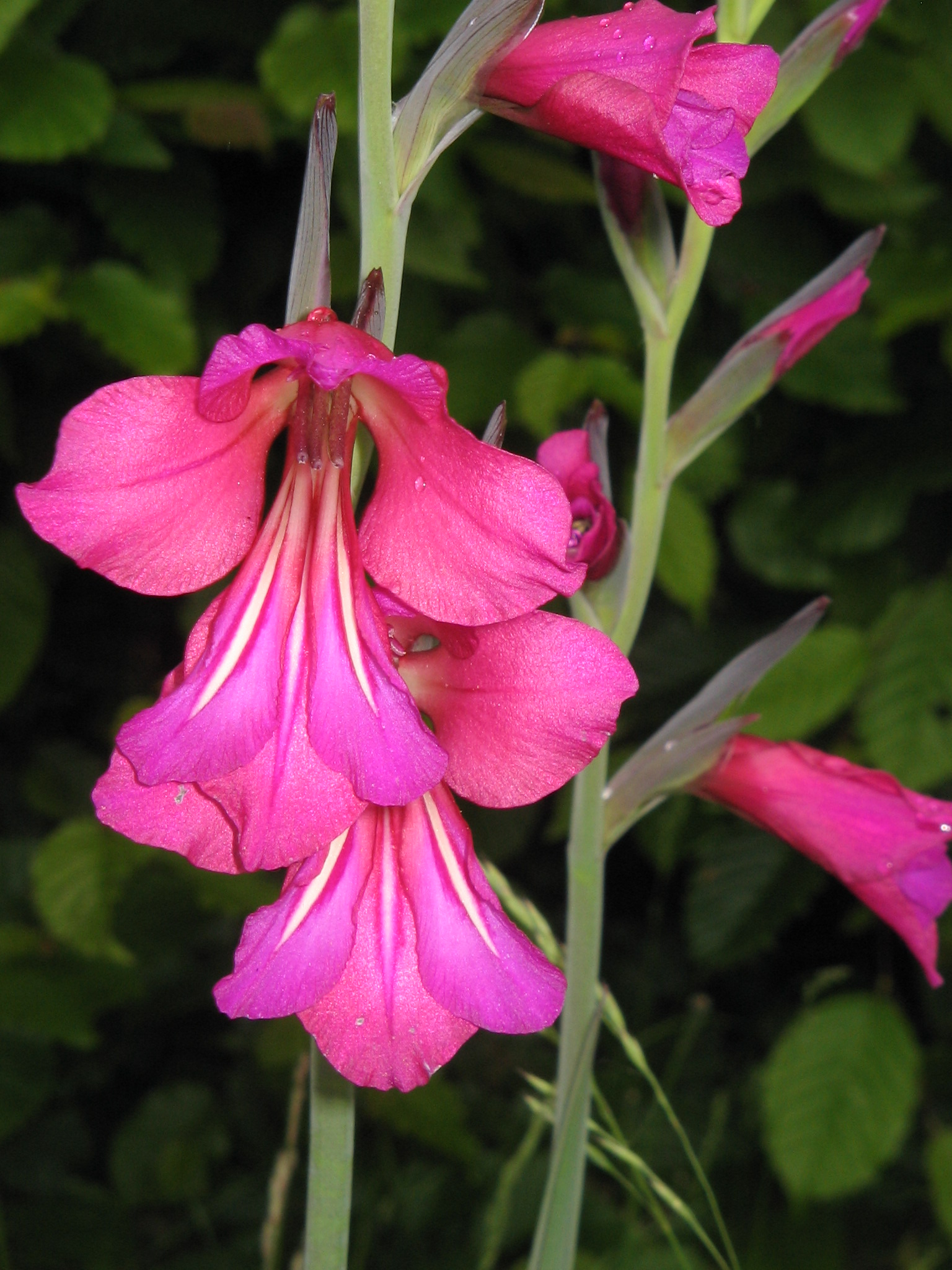
Цветки подвида Gladiolus communis subsp. byzantinus